# Ferdinand Keller (labdarúgó)
Ferdinand Keller (München, 1946. július 30. – 2023. december 11.) nyugatnémet válogatott német labdarúgó, csatár.

## Pályafutása

### Klubcsapatban
1965 és 1969 között a TSG Pasing, 1969–70-ben az 1860 München, 1970 és 1972 között a Hannover 96, 1972 és 1976 között ismét az 1860 München, 1976 és 1978 között a Hamburger SV labdarúgója volt. Tagja volt az 1976–77-es idényben KEK-győztes hamburgi csapatnak. 1978–79-ben a Borussia Neunkirchen együttesében fejezte be az aktív játékot.

### A válogatottban
1975-ben egy alkalommal szerepelt a nyugatnémet válogatottban.

## Sikerei, díjai
Hamburger SV
- Kupagyőztesek Európa-kupája (KEK)
  - győztes: 1976–77
  - gólkirály: 1977–78 (6 gól, holtversenyben Ab Gritterrel és François Van der Elsttel)
- UEFA-szuperkupa
  - döntős: 1977

## Statisztika

### Mérkőzése a nyugatnémet válogatottban
| NSZK | NSZK                | NSZK                 | NSZK     | NSZK     | NSZK     | NSZK       | NSZK  | NSZK    |
| #    | Dátum               | Helyszín             | Hazai    | Eredmény | Vendég   | Kiírás     | Gólok | Esemény |
| ---- | ------------------- | -------------------- | -------- | -------- | -------- | ---------- | ----- | ------- |
| 1.   | 1975. szeptember 3. | Bécs, Práter-stadion | Ausztria | 0 – 2    | NSZK     | barátságos | -     | 72'     |
|      | Összesen            |                      |          | 1        | mérkőzés |            | 0     | gól     |